# 키타로 (게게게의 기타로)
키타로(일본어: 鬼太郎 きたろう[*], 성우: 정선혜)는 일본 만화 《게게게의 기타로》의 등장인물(주인공)이다. 유령족인 눈알 아버지와 이와코의 아들이다. 미즈키가 묻어둔 이와코의 시신에서 무덤을 뚫고 나와 태어났다. 부모는 이미 세상을 떠났으며 눈알 아버지는 아들의 울음소리를 들은 아버지의 혼이 자신의 눈알에 들어가 되살아난 것. 키는 130cm, 몸무게 30kg.